# The Outlaw Deputy (film 1911)
The Outlaw Deputy è un cortometraggio muto del 1911 scritto, prodotto, interpretato e diretto da Gilbert M. 'Broncho Billy' Anderson.

## Produzione
Il film fu prodotto dalla Essanay Film Manufacturing Company. Venne girato in California, a San Rafael.

## Distribuzione
Distribuito dalla General Film Company, il film - un cortometraggio in una bobina - uscì nelle sale cinematografiche USA il 4 novembre 1911.